# Дружба (Хмельницкая область)
Дружба (укр. Дружба) — село в Виньковецком районе Хмельницкой области Украины.
Население по переписи 2001 года составляло 54 человека. Почтовый индекс — 32526. Телефонный код — 3846. Занимает площадь 0,223 км². Код КОАТУУ — 6820685003.

## История
В 1945 г. Указом Президиума ВС УССР хутор Хлопье переименован в Дружбу.

## Местный совет
32523, Хмельницкая обл., Виньковецкий р-н, с. Нетечинцы